# Croton caldensis
Espèce
Croton caldensis est une espèce de plantes à fleurs du genre Croton et de la famille des Euphorbiaceae, présente au Brésil (Minas Gerais).
Il a pour synonyme :
- Oxydectes caldensis, (Müll.Arg.) Kuntze